# Паласиу да Алворада
Паласиу да Алворада (португ. произношение: [paˈlasju dɐ awvoˈɾadɐ]; на португалски: Palácio da Alvorada, Двореца на зората) е официалната резиденция на президента на Бразилия, която се намира в Бразилия, Бразилия. Президентският дворец е проектиран от известния архитект Оскар Нимайер и е открит през 1958 г.

Името на президентския дворец произхожда от изказването на бившия бразилски президент Жуселину Кубичек: 
| „ | Бразилия е нова зора в историята на Бразилия | “ |

## Архитектура
Дворецът Алворада е една от първите по-значими структури, построени в новата столица на Бразилия. Паласиу да Алворада е разположен на малък полуостров в езерото Параноа. С изчистените си линии дворецът е съчетание на простота и модерност. Наподобява стъклена кутия, леко стъпила на земята с помощта на няколко тънки външни колони.
Сградата има площ от 7000 кв. м е с три етажа: сутерен, първи и втори етаж. В сутерена са разположени аудиториумът и кухнята, пералните помещения, медицинският център и администрацията; на първия етаж се намират залите, използвани от Президента за официални приеми. На втория етаж се намират два апартамента и частни стаи. В сградата има библиотека, плувен басейн с олимпийски размери, две трапезарии, няколко конферентни зали. Към двореца са изградени параклис и хеликоптерна площадка.
През 2004 съпругата на президента Лула да Силва предприема най-мащабното обновяване в историята на президетския дворец. Проектът отнема две години и 18.4 милиона щатски долара. Извършено е проучване с цел възстановяването на първоначалния вид на стаите и интериора. Обзавеждането е изцяло реставрирано в изначалния си вид. Електрическата и вентилационната система на президентския дворец са обновени, а покривът е ремонтиран. Противно на всеобщото мнение, ремонтът на Алворада не е платен от правитеството, а е чатс от мащабна програма за реставрация на всички обекти, стопанисвани от Бразилската агенция за историческо и културно наследство, чрез средства, дарени от частни корпорации.
В Президентския дворец работят 72-ма служители: секретари, асистенти, готвачи, сервитьори, лекари и охрана. Дворецът се охранява от президентската гвардия.

### Пощенски адрес
SPP

Zona Cívico-Administrativa

Brasília – DF

CEP 70150 – 903